# Stokesley
Stokesley is een civil parish in het bestuurlijke gebied Hambleton, in het Engelse graafschap North Yorkshire met 4757 inwoners.

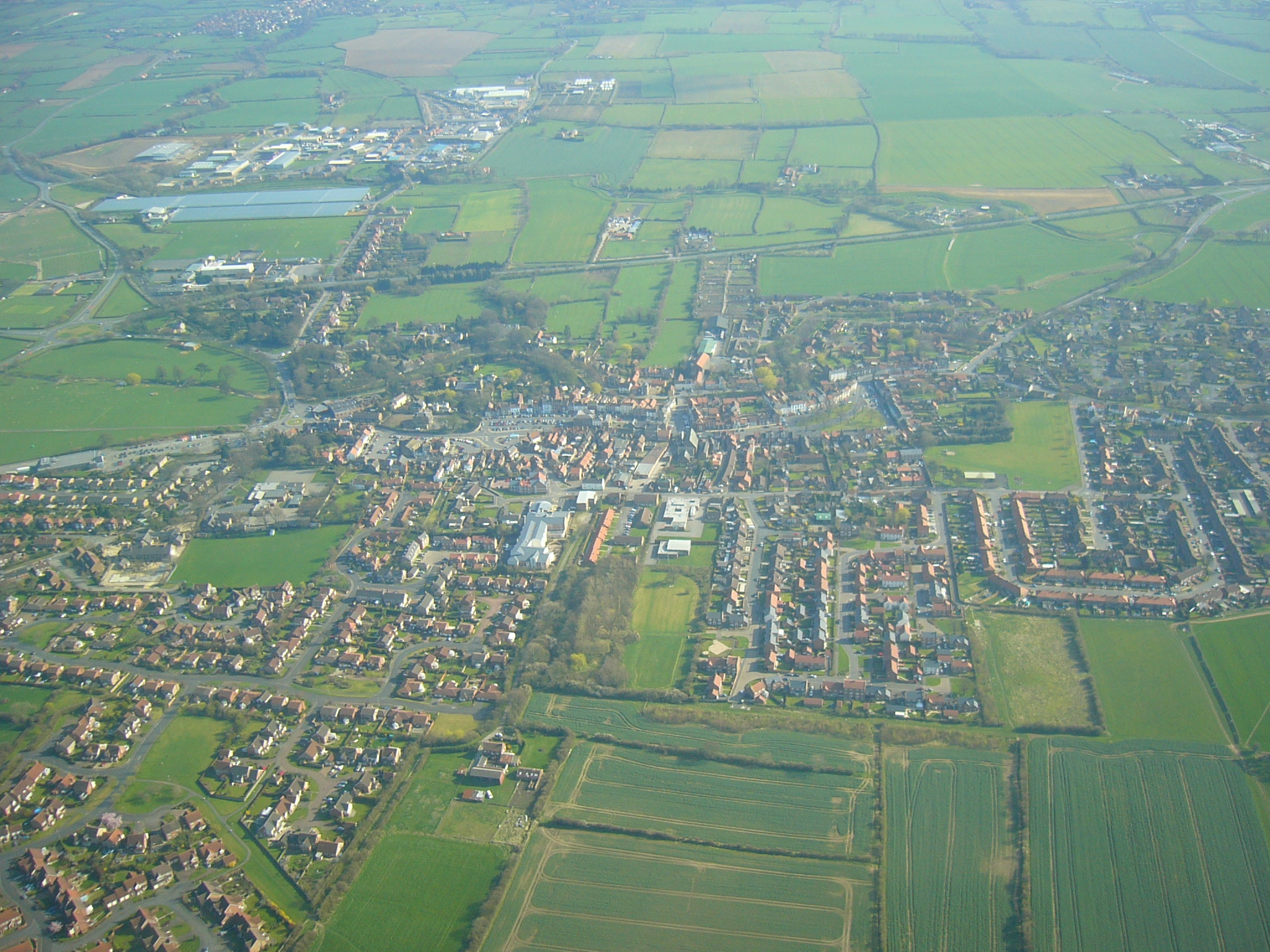
Stokesley